# 小行星3403
小行星3403（3403 Tammy）是一颗围绕太阳公转的小行星。1981年9月25日，勞倫斯·G·塔夫（Laurence G. Taff）在Socorro发现了此天体。
这颗小行星的绝对星等为95.54673等。